# Challenger de San Francisco
El Kunal Patel San Francisco Open es un torneo profesional de tenis. Pertenece al ATP Challenger Series. Se juega desde el año 2016 sobre pistas dura bajo techo, en San Francisco, Estados Unidos.

## Palmarés

### Individuales
| Año  | Campeón  | Finalista      | Resultado     |
| ---- | -------- | -------------- | ------------- |
| 2017 | Zhang Ze | Vasek Pospisil | 7–5, 3–6, 6–2 |

### Dobles
| Año  | Campeones                    | Finalistas           | Resultado         |
| ---- | ---------------------------- | -------------------- | ----------------- |
| 2017 | Matt Reid John-Patrick Smith | Gong Maoxin Zhang Ze | 6–74, 7–5, [10–7] |